# ターキッシュアンゴラ
ターキッシュアンゴラ（英: Turkish Angora、トルコ語：Ankara kedisi）は、トルコの山岳地帯における自然発生種の猫の一品種。
その毛並みの美しさから、「トルコの生きる国宝」とも呼ばれる。希少種。
愛称はAngora（アンゴラ）、Ankara cat（アンカラ猫）、Turk（ターク）等。

## 名前の由来
「ターキッシュ」は英語で「トルコの」という意味。「アンゴラ」は、原産地であるトルコの首都アンカラの旧称に因む。

## 特徴

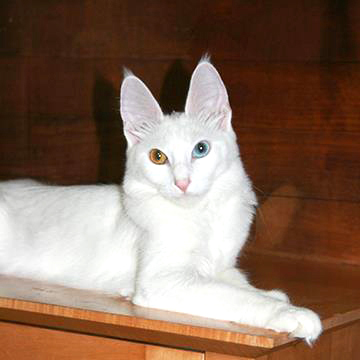
オッドアイドホワイトのターキッシュアンゴラ

- 被毛は繊細で、絹のように光沢があり、非常に柔らかく手触りが良いシングルコート[1][6][10]。
- 頭部はくさび型[1][6]。
- 目はつり目がちでアーモンド型[1][5][10]。目の色は、主にグリーン・グリーンゴールド・ゴールド・カッパー・ブルー・ライトブルー・アンバー・オッドアイ等がある[1][3][5]。
- 耳は付け根が幅広く、両耳の付け根の間隔は狭い[1]。頭部の高い位置に立った耳の先は尖っていて、飾り毛がある[1]。
- 細身で優美[1]、かつ筋肉質[5][7]。
- 尾が長く、ふさふさとしている[1][8][10]。
- 鳴き声には個体差があるものの、平均して高いとされる[11]。
- 寿命は15〜20年程度[12]。

## 歴史
アンカラ周辺において、冬に気温が低くなるという地理的条件の影響を受け、長毛の猫が誕生した事が本種の起源とされる。
なお、本種は長毛種の猫としては最古の種であるとも言われている。

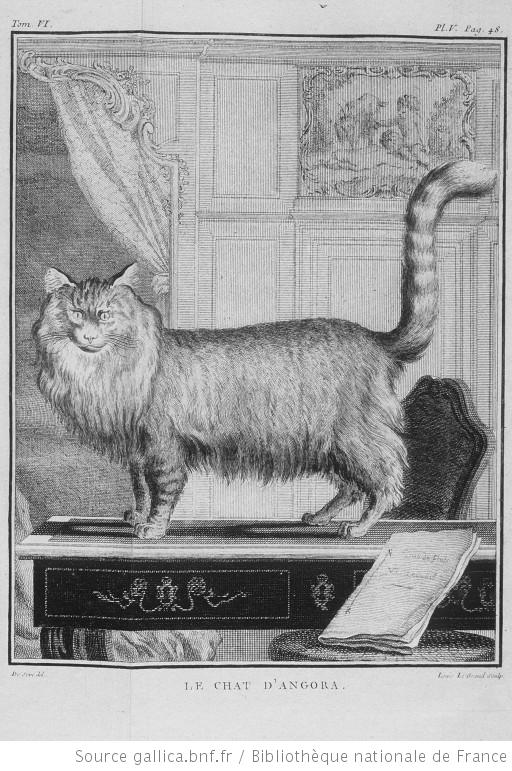
フランスの『博物誌 (ビュフォン)』より。（1756年）

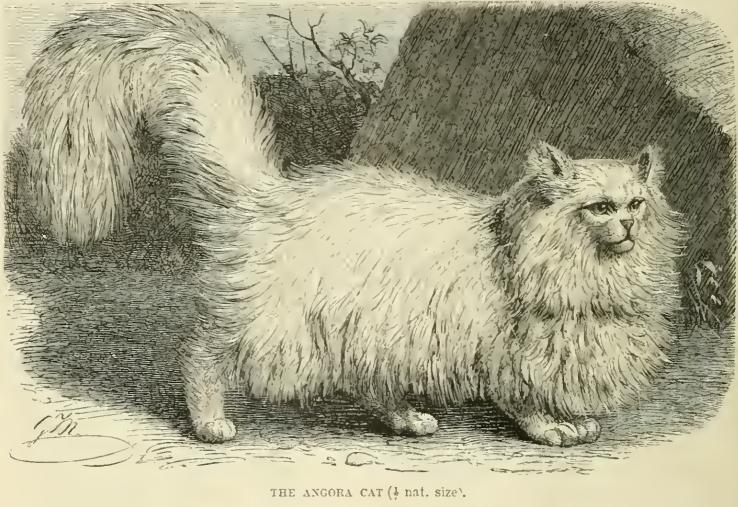
イギリスのリチャード・ライデッカー著『The Royal Natural History』より。グスタフ・ミュッツェル画（1893年）

純粋な原種は、フランスの歴史には16世紀まで遡って記載がある。1900年代初頭には、ペルシャ猫の繁殖プログラムに取り入れられたことにより、純粋な本種は激減した。また、この頃は本種とペルシャ猫が混同されていたようである。例えば、1903年には、フランシス・シンプソン（Frances Simpson）が自著『The Book of the Cat』において、以下のように述べている。
In classing all long-haired cats as Persians I may be wrong, but the distinctions, apparently with hardly any difference, between Angoras and Persians are of so fine a nature that I must be pardoned if I ignore the class of cat commonly called Angora, which seems gradually to have disappeared from our midst. Certainly, at our large shows there is no special classification given for Angoras, and in response to many inquiries from animal fanciers I have never been able to obtain any definite information as to the difference between a Persian and an Angora.
長毛の猫を、全てペルシャ猫と括るのは間違っているかもしれないが、アンゴラ猫とペルシャ猫の違いは、殆ど無い。というわけで、アンゴラ猫と呼ばれる種類を私が無視してしまう事も、お許し願いたい。アンゴラ猫は、どうも私たちの間では徐々に姿を消しているようだ。確かに、大規模なショーにおいても、アンゴラ猫に特別な格付けは与えられていない。加えて、動物愛好家からの多くの問い合わせに答えても、私はペルシャ猫とアンゴラ猫の違いについて、明確な情報を得ることはできなかった。
1962年に、トルコのアンカラ動物園で飼育されていたターキッシュアンゴラが、軍人によりアメリカに持ち込まれた。その後、1970年1月にアメリカの愛猫家による血統登録団体CFA（The Cat Fanciers'Association, Inc.）に登録され、現在に至る。

## 様々な毛の色
当初はホワイトのみがCFAに登録されていたが、現在は多様なカラーとパターンのターキッシュアンゴラが作出されている。
- CFAにおいては、シャム猫やオリエンタルとの交雑を示す毛色（ラベンダー、チョコレート）や柄（ポインテッド）の猫は登録できない[1][18]。
- FIFéにおいては、ポインテッドパターン、カラーではチョコレート、ライラック、シナモン、フォーンは除外されている[19]。
- WCFにおいても、同様に、ポインテッドパターン、カラーではチョコレート、ライラック、シナモン、フォーンは除外されている[20]。
- TICAにおいては、全てのカラーとパターンが認められている[21]。

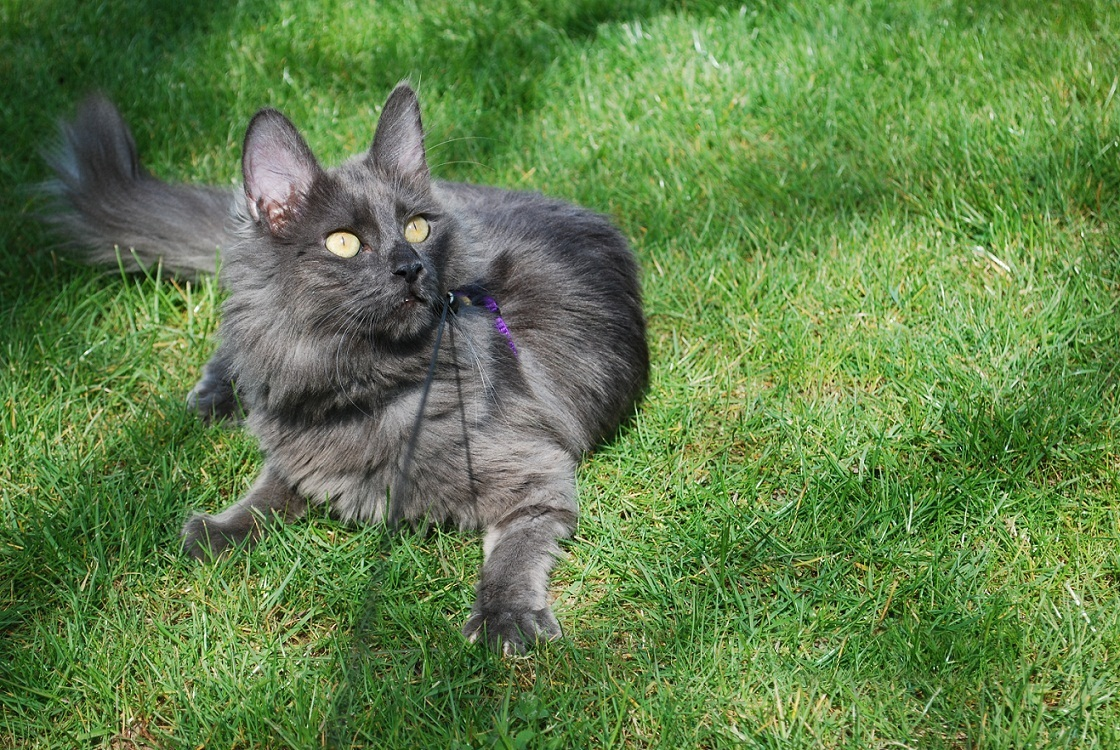
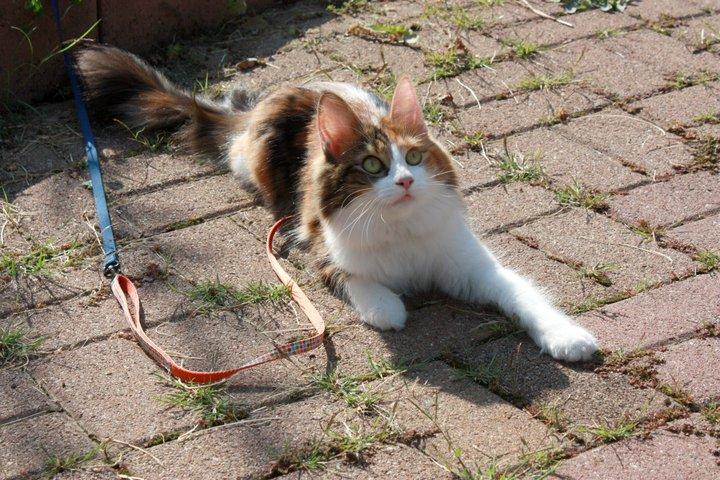
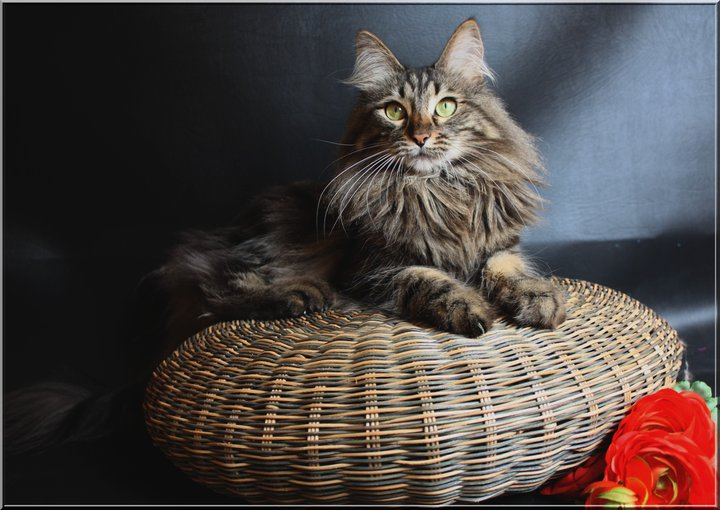
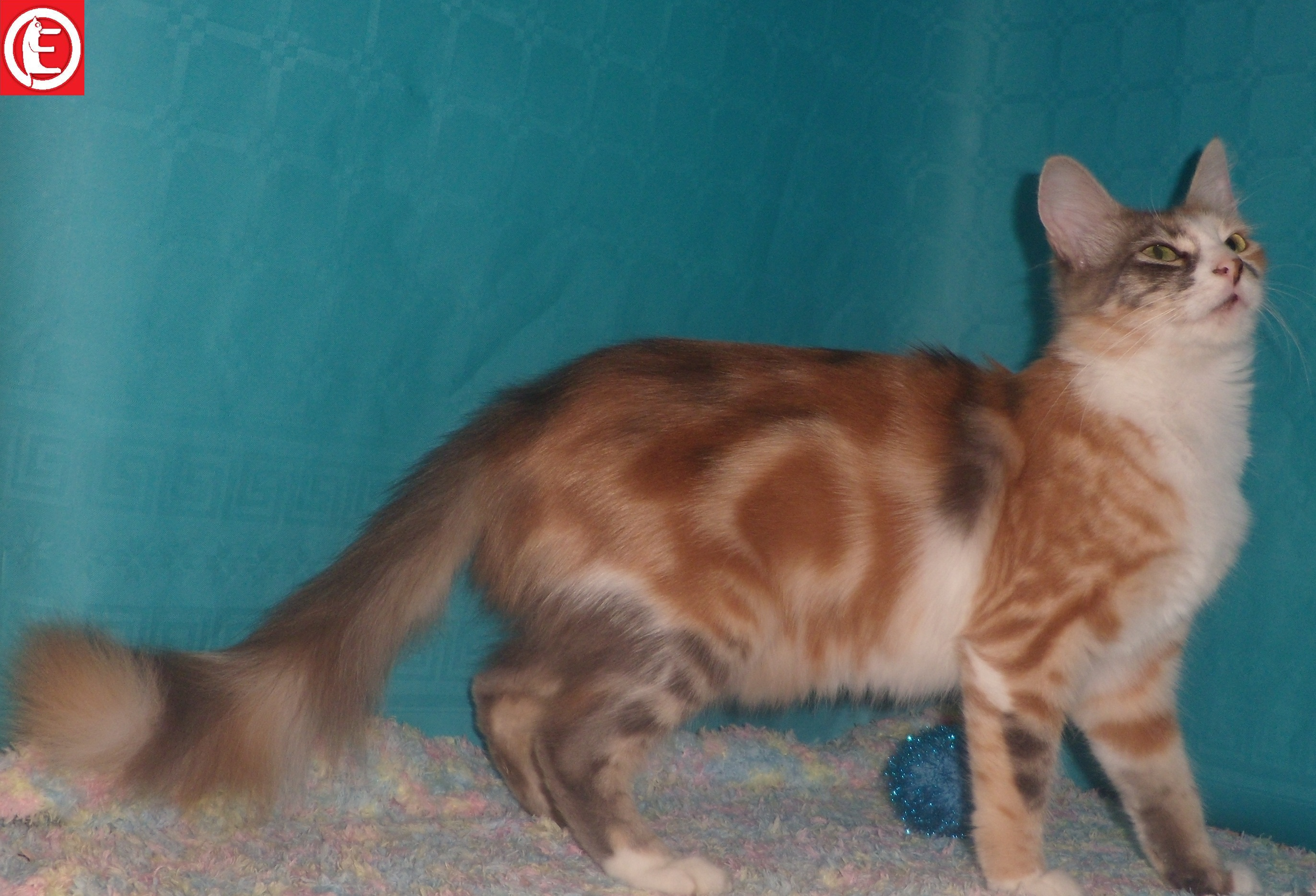
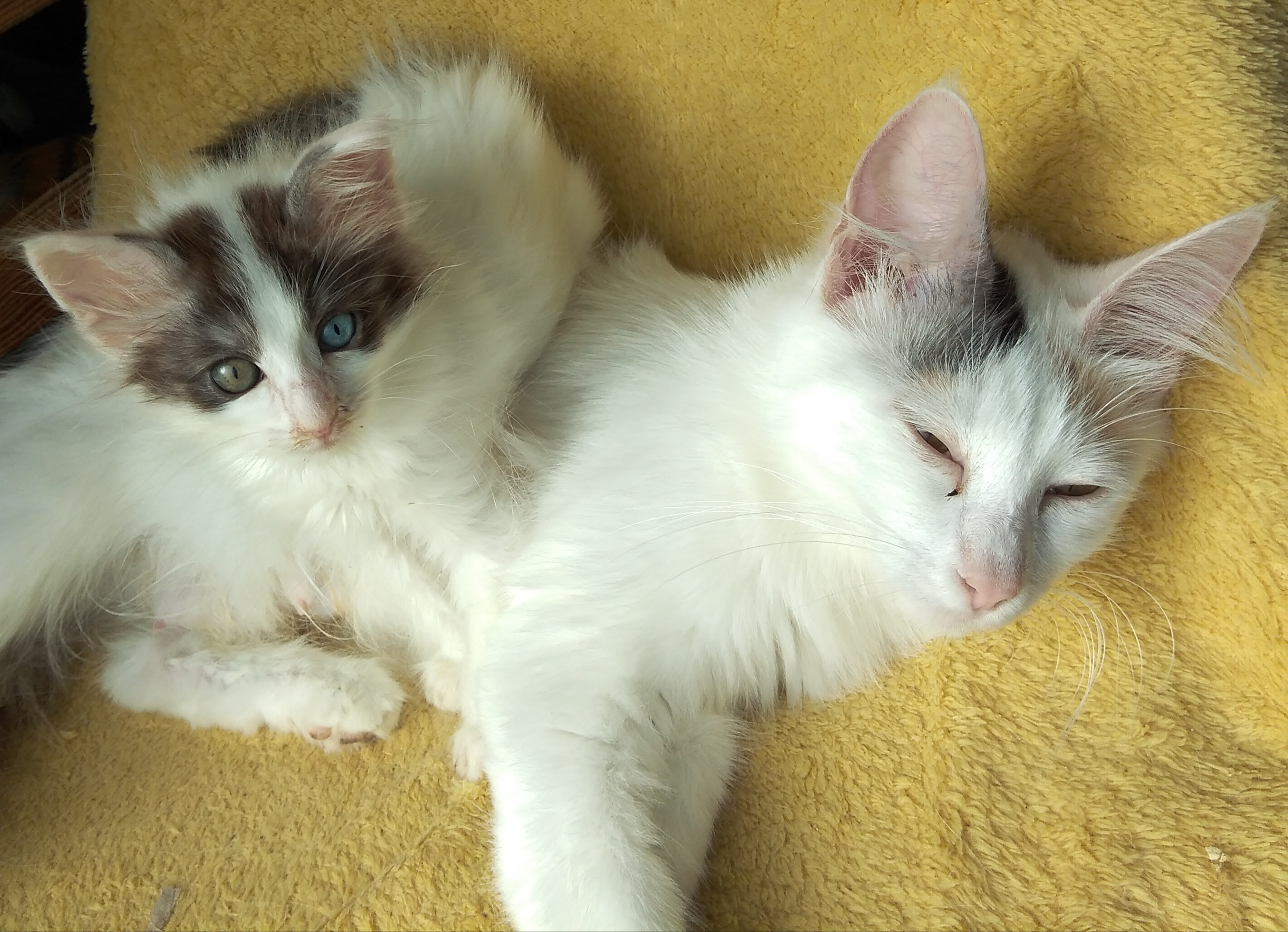

## 性格
非常に賢く、ドアや戸棚を開ける事もある。遊び好き。活発、気ままで束縛を嫌う。また、高いところを好む。

## 飼育
本種に限らずだが、白い被毛の個体は、特に聴覚障害が出やすいとされる。また、他種と同様に、肥大型心筋症・運動失調症・下部尿路疾患・慢性腎臓病 (CKD)等にも注意する必要がある。
被毛は長いが、グルーミングはあまり頻繁に行わなくとも良い。週に1、2回程度で十分とされている。

## ギャラリー

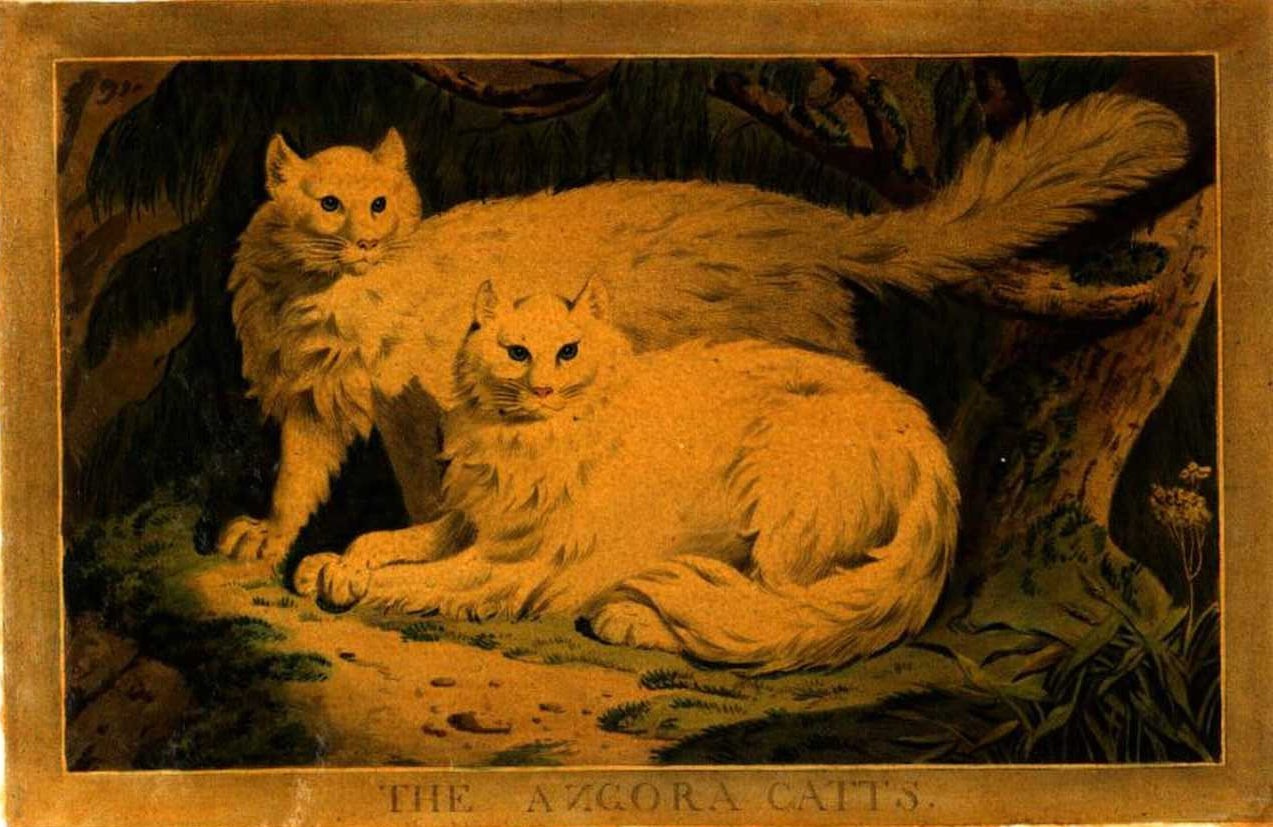
チャールズ・カットン（英語版）『Animals Drawn from Nature and Engraved in Aqua-tinta（英語版）』より。 （1788年）
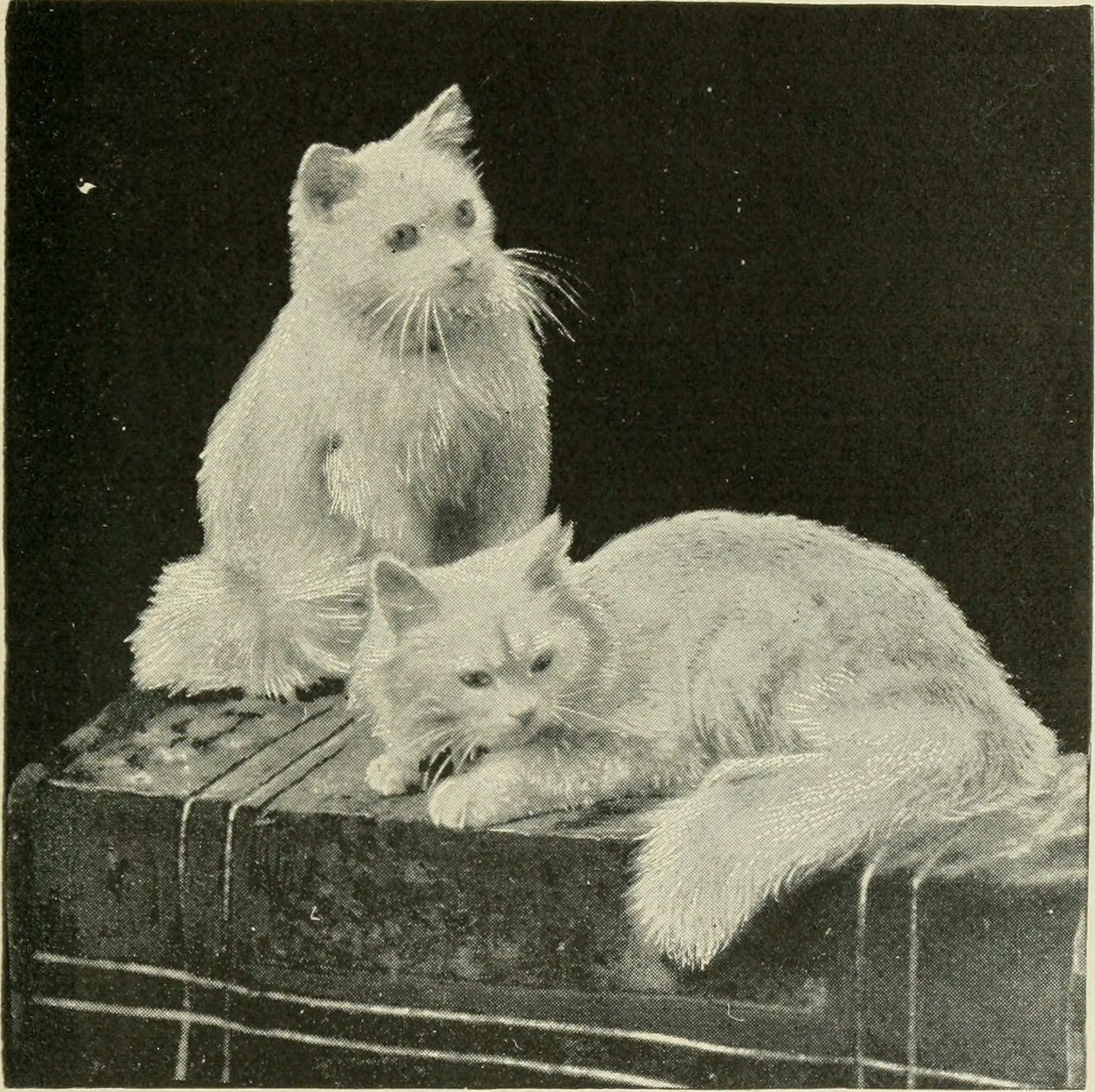
ロバート・ケント・ジェームス著 『The Angora cat; how to breed train and keep it』より。 （1898年）
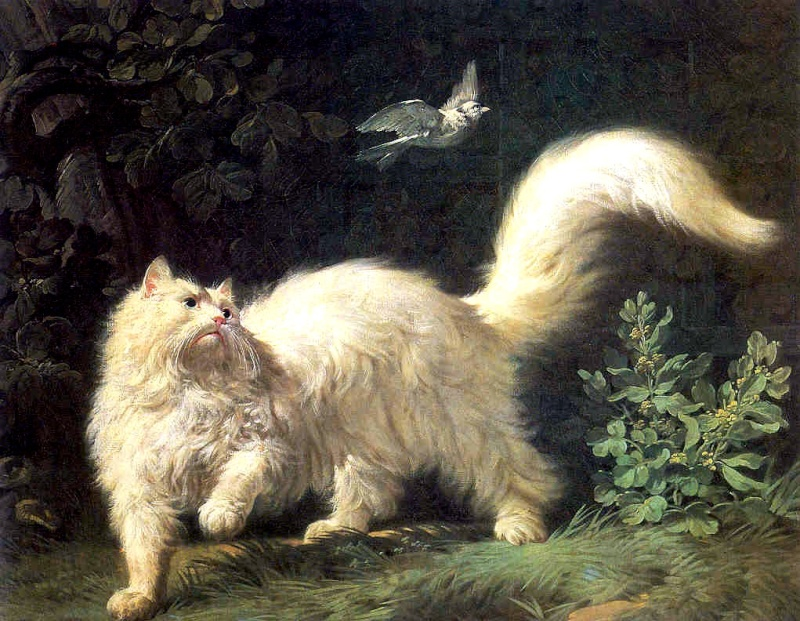
ジャン・ジャック・バシュリエ（英語版）「鳥を見ている白いアンゴラ猫」  ランビネ美術館蔵
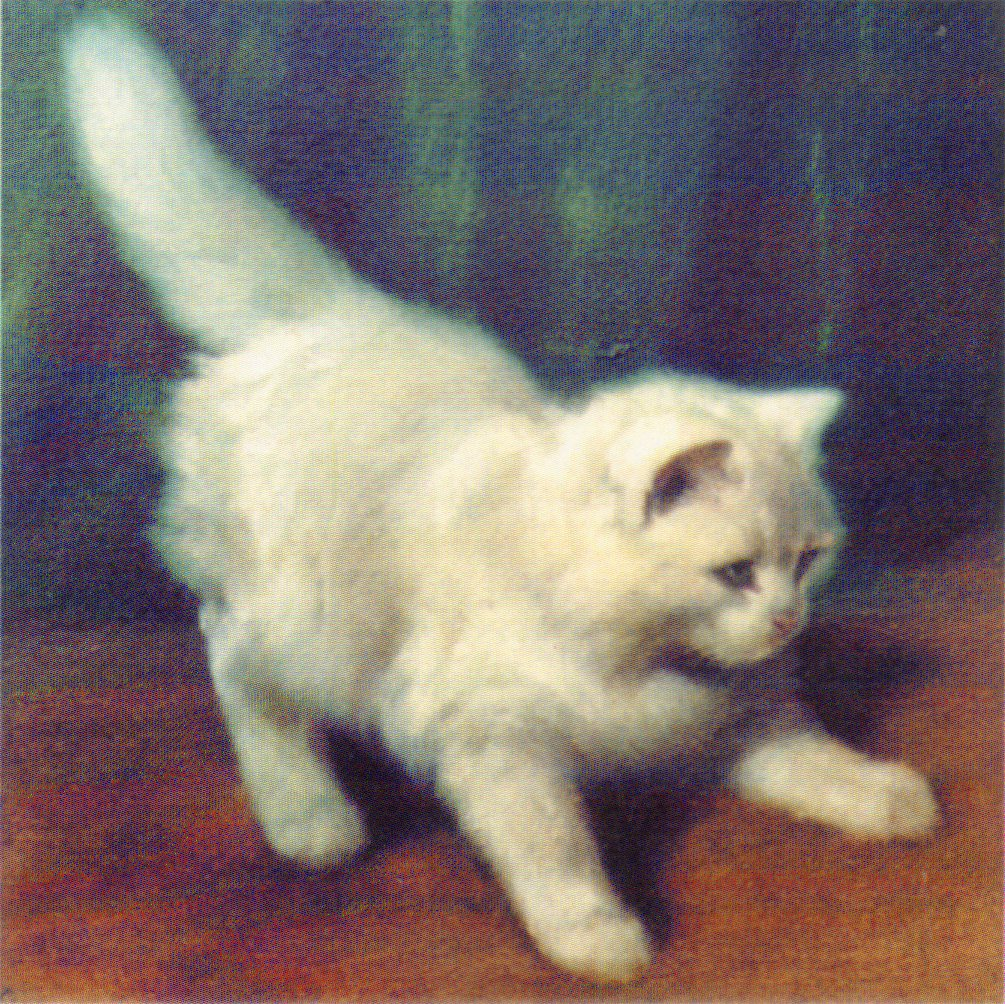
アーサー・ヘイヤー（英語版）「若いアンゴラ猫」
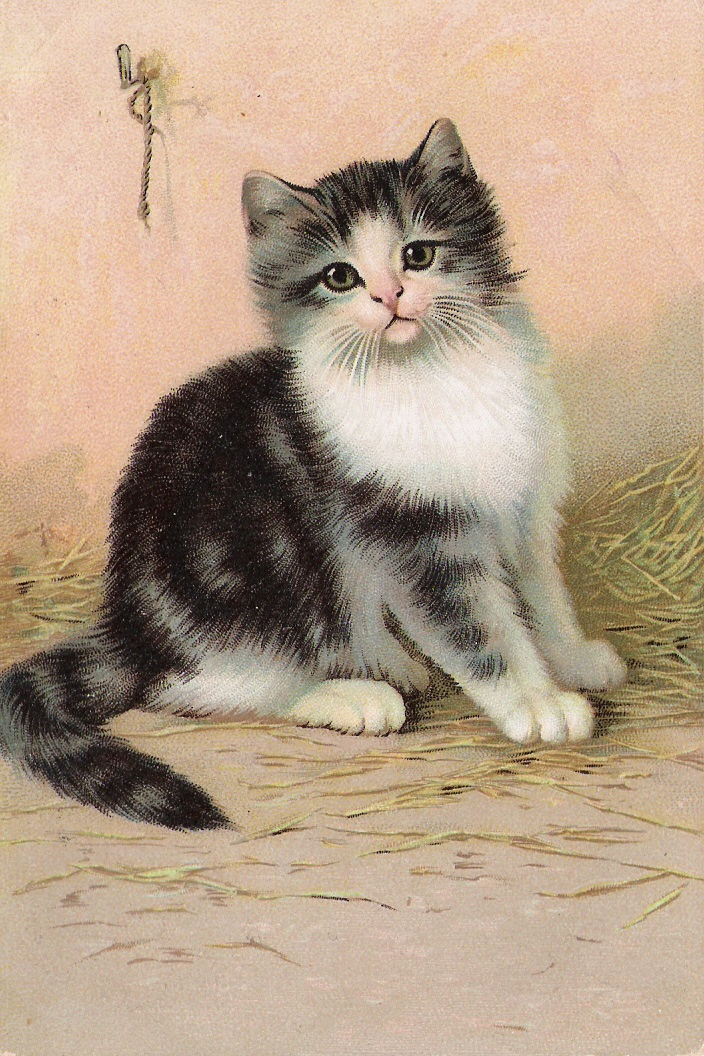
ヴィルヘルム・シュヴァル（ドイツ語版）「アンゴラ猫」 （1903年）